# Мушина Гребля (Новосанжарский район)
Мушина Гребля (укр. Мушина Гребля) — село,
Галущиногреблянский сельский совет,
Новосанжарский район,
Полтавская область,
Украина.
Код КОАТУУ — 5323480905. Население по переписи 2001 года составляло 319 человек.

## Географическое положение
Село Мушина Гребля находится на левом берегу пересыхающей реки Кустолово,
выше по течению на расстоянии в 1 км расположено село Галущина Гребля,
ниже по течению на расстоянии в 2 км расположено село Чапаево (Кобелякский район),
на противоположном берегу — село Великие Солонцы.

## Объекты социальной сферы
- Клуб.